# Campionati europei di 470 1985
I Campionati europei di 470 1985 si sono svolti a Capodistria, in Yugoslavia, dal 6 al 13 luglio 1985.

## Podi
| Evento   | Oro                                | Argento                              | Bronzo                                |
| 470 Open | Spagna Luis Doreste Roberto Molina | Italia Gianfranco Noe Andrea Ballico | Italia Tommaso Chieffi Enrico Chieffi |

## Medagliere
| Posiz. | Nazione | Oro | Argento | Bronzo | Totale |
| ------ | ------- | --- | ------- | ------ | ------ |
| 1      | Spagna  | 1   | 0       | 0      | 1      |
| 2      | Italia  | 0   | 1       | 1      | 2      |
| Totale | Totale  | 1   | 1       | 1      | 3      |